# Drucuma apicata
Drucuma apicata är en fjärilsart som beskrevs av Druce 1891. Drucuma apicata ingår i släktet Drucuma och familjen nattflyn. Inga underarter finns listade i Catalogue of Life.